# Stanley William Hayter
Stanley William Hayter, född 27 december 1901 i London, död 4 maj 1988 i Paris, var en brittisk målare och grafiker.

## Biografi
Hayter var sedan 1926 verksam i Paris där han 1927 grundade den inflytelserika grafiska experimentverkstad. Atelier 17.
Han stimulerade den moderna utvecklingen av de grafiska teknikerna och utökade deras användningsområden genom sitt fantasifulla sätt att blanda de olika teknikerna. I både grafik och måleri arbetade han i en abstrakt stil med dynamiska och fantasieggande former.